# 스리 스리 라비 샹카르

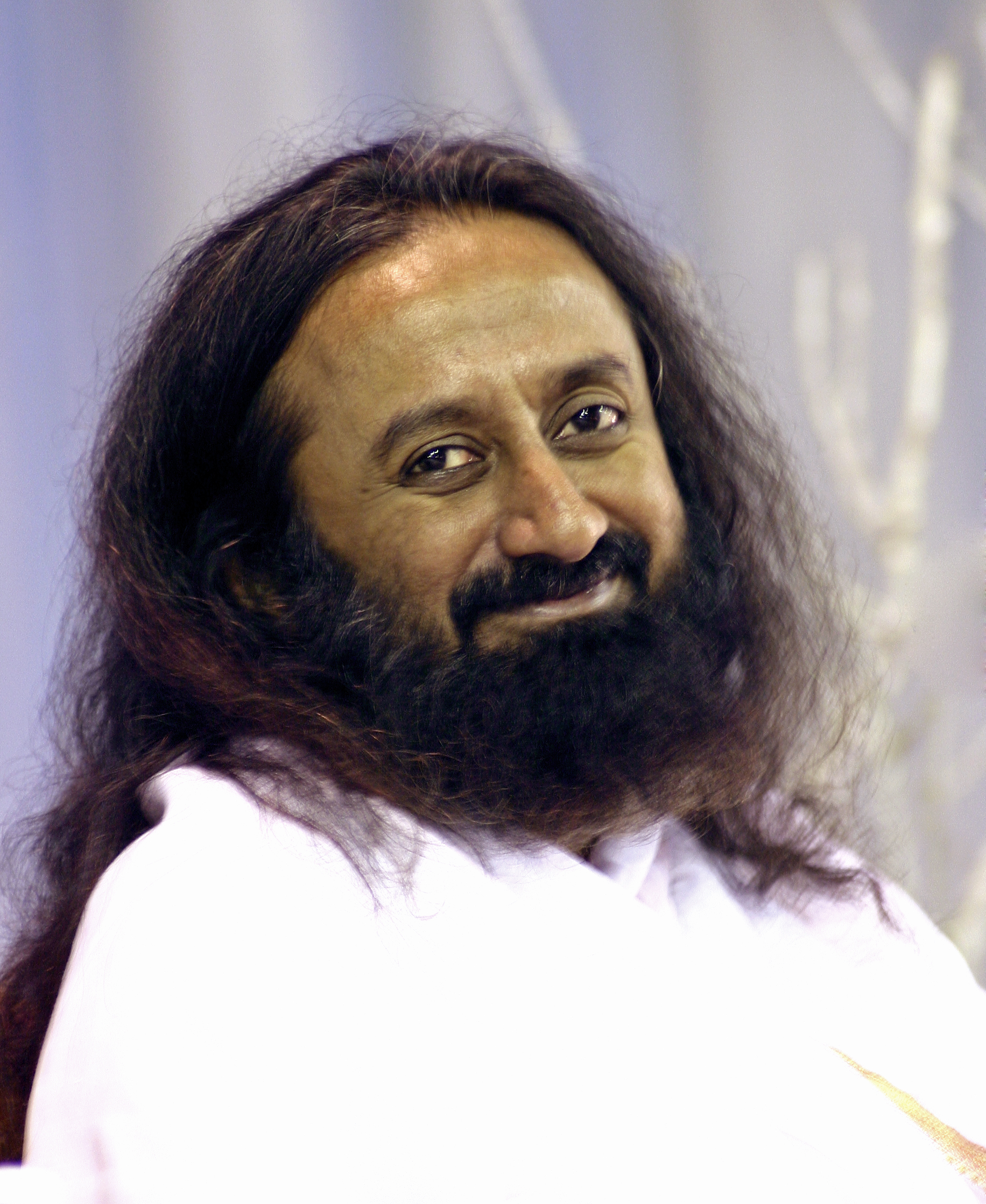

라비 샹카르(Ravi Shankar, 1956년 5월 13일 타밀나두 주 ~ )는 스리 스리 라비 샹카르(Sri Sri Ravi Shankar)라는 이름으로 알려져 있는 인도의 종교인이자 정신적 지도자이다. 스리 스리(Sri Sri, 경칭)라는 이름이나 짧게는 구루(Guru)라는 이름으로 널리 알려져 있다.
그는 사회적 개인적 문제들을 해결하기 위해 1981년에 설립된 생활의 예술 재단의 설립자로 정신적 지주이다. 1997년에는 스위스 제네바에 본부를 둔 국제교류협회라는 비정부 기구를 세우기도 했다. 이와 같은 공로로 인도, 페루, 콜롬비아, 파라과이에서 훈장을 받았으며 2016년 1월에는 인도 정부로부터 연꽃 훈장을 받았다.